# Alexandra Coomber
Alexandra Coomber –conocida deportivamente como Alex Coomber– (nacida Alexandra Hamilton, Amberes, Bélgica, 28 de diciembre de 1973) es una deportista británica que compitió en skeleton. 
Participó en los Juegos Olímpicos de Salt Lake City 2002, obteniendo la medalla de bronce en la prueba femenina individual. Ganó una medalla de plata en el Campeonato Mundial de Skeleton de 2001.

## Palmarés internacional
| Juegos Olímpicos   | Juegos Olímpicos                | Juegos Olímpicos  | Juegos Olímpicos |
| Año                | Lugar                           | Medalla           | Prueba           |
| ------------------ | ------------------------------- | ----------------- | ---------------- |
| 2002               | Salt Lake City (Estados Unidos) | Medalla de bronce | Individual       |
| Campeonato Mundial |                                 |                   |                  |
| Año                | Lugar                           | Medalla           | Prueba           |
| 2001               | Calgary (Canadá)                | Medalla de plata  | Individual       |